# Diritto normanno

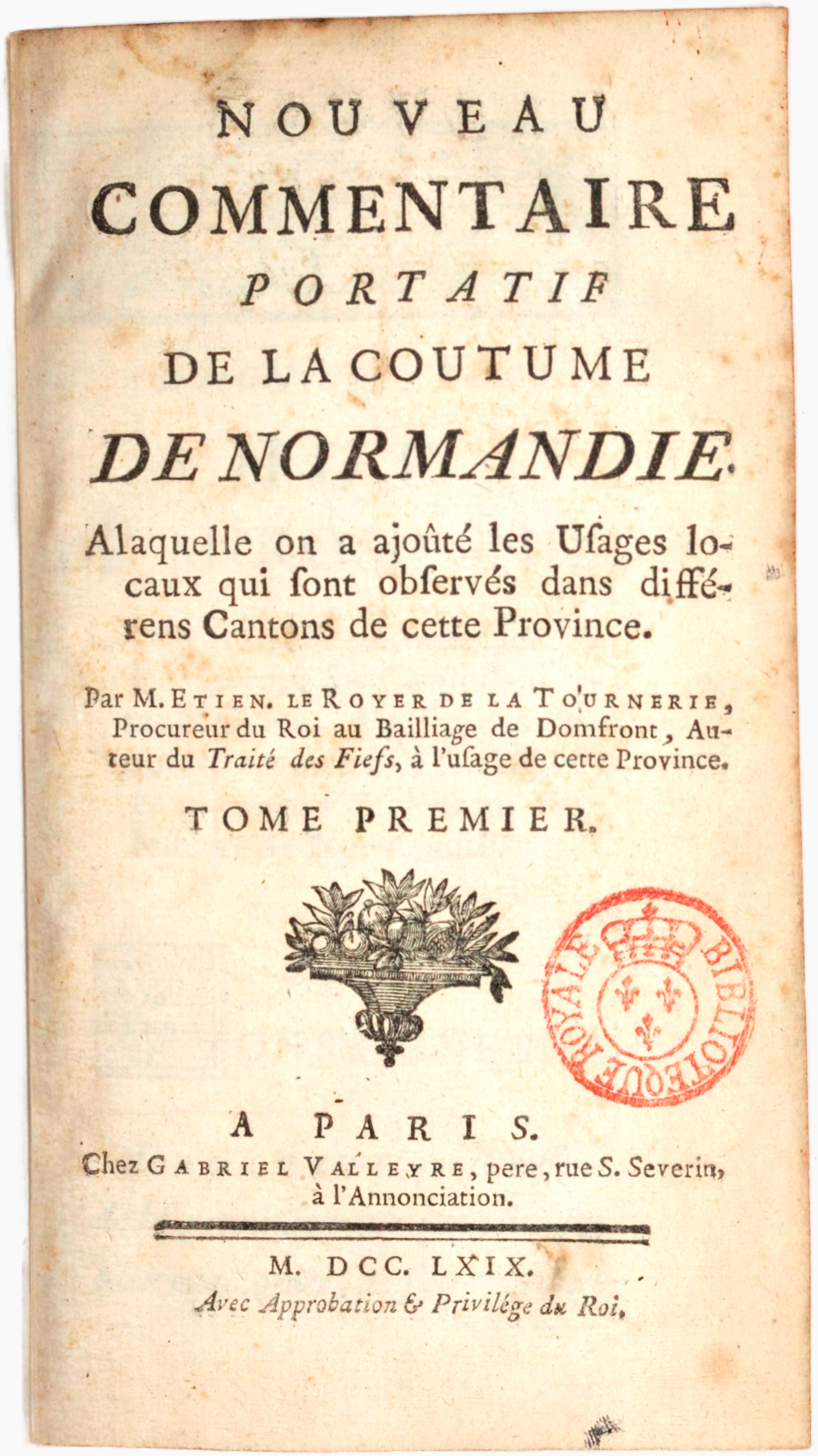
Un commentario dei Costumi di Normandia di Étienne Le Royer de la Tournerie risalente al 1778

Il diritto normanno fa riferimento al diritto consuetudinario dei normanni nel ducato di Normandia, portato successivamente nel Regno d'Inghilterra da Guglielmo il Conquistatore e in Sicilia da Ruggero I di Sicilia.
Si è sviluppato tra il X e il XIII secolo seguendo l'insediamento dei Vichinghi, e sopravvive ancora oggi attraverso i sistemi giuridici di Jersey e Guernsey nelle isole del Canale.

## Storia

### Sviluppo tra il X e il XIII secolo
Il diritto consuetudinario normanno comparve in Normandia all'inizio del X secolo dalla mescolanza di principi giuridici scandinavi sul diritto franco in uso proprio nell'antica Neustria, di cui una parte era stata affidata all'amministrazione del jarl Rollone.

### Trascrizione nel diritto consuetudinario normanno
La fissazione di queste pratiche durante il Regno di Guglielmo il Conquistatore portò, alla metà del XIII secolo, a un sistema unificato in due consuetudini, il Très ancien coutumier (l'antica consuetudine)(1200-1245) e la Summa de legibus Normanniae in curia laïcali (1235-1258), poi di diverse disposizioni del consiglio governativo conosciute col nome di Arresta communia de Scacario. C'è anche una duplice influenza del diritto romano e del diritto canonico.

### Dopo la conquista francese del Ducato di Normandia
Le isole del Canale della Manica rimangono parte del Ducato di Normandia fino al 1204 quando il Re Filippo II Augusto conquista il ducato dal Re Giovanni d'Inghilterra. Le isole restano come possedimento personale del re in quanto parte dei possedimenti della Corona. Hanno mantenuto il diritto consuetudinario normanno e lo hanno sviluppato in parallelo con la terraferma pur con diverse evoluzioni.
Le principali disposizioni del diritto consuetudinario di Normandia restarono in vigore fino alla Rivoluzione. Tuttavia furono costruite nel tempo dalle decisioni del Parlamento di Normandia o dalle ordinanze reali del "Gran Consiglio" che fanno giurisprudenza. Un'importante riforma fu adottata nel corso del XVI secolo e sintetizzata nelle opere pubblicate nel XVII secolo dall'avvocato Henry Basnage de Franquesnay (1615-1695).

## Caratteristiche originali del diritto normanno
Le caratteristiche che contraddistinguono il diritto normanno è l'assenza, sul piano giuridico, di distinzioni sociali fra i Normanni che sono uguali davanti alla legge.
Il sistema del diritto di successione escludeva le donne a causa della loro incapacità di trasmettere le proprietà della famiglia e accorda un Diritto di maggiorasco per il maggiore dei fratelli che era l'unico erede - questa disposizione non è più in vigore nell'isola di Sercq, nel baliaggio di Guernesey. Deriva forse dall'usanza scandinava: « Quando nasce un figlio, il padre si avvicina al neonato, spada alla mano e, gettandola a terra, gli dice : Io non ti lascerò in eredità alcun bene: tu non avrai che ciò che ti potrai procurare con quest'arma », questa disposizione ha dato origine all'espressione « cadetto della Normandia » per indicare una persona poco fortunata.
Analogamente, il sistema matrimoniale era basato sulla separazione dei beni tra i coniugi, il marito diventava proprietario di tutti i beni acquisiti durante l'unione, tuttavia era obbligato a costituire una controdote su un terzo del proprio patrimonio in caso di vedovanza della moglie, e questa terza parte non poteva entrare nella successione del marito fino alla morte della moglie.

## Influenza sul diritto moderno
La legislazione inglese ha conservato molte parti del diritto normanno, anche nelle procedure, nelle formule e nel linguaggio. Il diritto anglo-gallese è anch'esso impregnato dal diritto normanno.
Il diritto consuetudinario normanno ha ispirato il diritto civile delle porzioni di Normandia ancora oggi dipendenti dalla Corona britannica, tra cui l'istituto del clameur de haro che rimane in vigore a Sercq, Jersey e Guernsey, così come la maggior parte delle disposizioni in materia di successione.
Coloro i quali intendono esercitare la professione di avvocato o consulente legale a Guernsey (o, fino a poco tempo fa, a Jersey) devono completare un ciclo di sei mesi di studio in diritto normanno presso l'Università di Caen e ottenere un Certificat d'études juridiques françaises et normandes (certificato di studi legali francese e normanno) prima di potersi registrare al tribunale di Guernsey o di Jersey.

## Contenuto
- 1° - De Jurisdiction.
- 2° - De Haro.
- 3° - De Loi apparoissant.
- 4° - De Délivrance de Namps.
- 5° - De Patronage d'Église.
- 6° - De Monnéage.
- 7° - De Banon & Défends.
- 8° - De Bénéfice d'Inventaire.
- 9° - Des Fiefs & Droits féodaux.
- 10° - Des Gardes.
- 11° - De Succession en propre & ancien patrimoine, tant en ligne directe que collatérale.
- 12° - De Succession en propre au Bailliage de Caux, & autres lieux où ladite Coutume s'étend en la Vicomté de Rouen.
- 13° - Des successions collatérales en meubles, acquêts & conquêts.
- 14° - De partage d'Héritage.
- 15° - De Douaire de Femmes & veuvage de Maris.
- 16° - De Testament.
- 17° - Des Donations.
- 18° - Des Retraits & Clameurs de bourse.
- 19° - Quelles choses sont censées meubles, quelles choses immeubles.
- 20° - Des Prescriptions.
- 21° - De Bref de mariage encombré.
- 22° - Des Exécutions par décret.
- 23° - Des Varech.
- 24° - Des Servitudes.